# Lazarussuchus
Lazarussuchus (nombre que significa "cocodrilo de Lázaro") es un género extinto de coristodero basal, un tipo de reptil semiacuático, que vivió en Francia, Alemania y la República Checa. Sus fósiles se han encontrado en depósitos del Paleoceno Superior, el Oligoceno tardío y el inicio del Mioceno, lo que significa que el género perduró por cerca de 40 millones de años. Se han nombrado dos especies: la especie tipo L. inexpectatus ("inesperado") (Hecht, 1992) del Oligoceno de Francia y Alemania y L. dvoraki (por Zdeněk Dvořák) del Mioceno de la República Checa. No era un animal grande; el cráneo de L. inexpectatus solo medía unos 4.53 centímetros de largo. Un espécimen completo de Lazarussuchus que preserva tejidos blandos fue hallado en Francia y data del Paleoceno tardío, pero no ha sido asignado a ninguna especie.

## Historia y filogenia
Lazarussuchus es el miembro más reciente del grupo Choristodera y el único conocido que vivió después del Eoceno. Antes de su descubrimiento se pensaba que se había extinguido al principio del Eoceno, posiblemente debido a los cambios climáticos que ocurrieron en ese entonces. Los primeros fósiles conocidos de Lazarussuchus provienen del final del Oligoceno, lo que extendió el rango fósil de Choristodera en varios millones de años. Lazarussuchus fue considerado como un ejemplo del "efecto Lázaro" debido a que su presencia implicaba un largo vacío en el registro fósil de los coristoderos. Sin embargo, los especímenes más antiguos de Lazarussuchus encontrados han extendido su rango hasta antes del Eoceno, con lo que se cierra ese vacío.
Lazarussuchus ha sido interpretado como el miembro más basal de Choristodera, lo que significa que su linaje debe haber sido el primero que divergió en el grupo. Dado que los primeros coristoderos definitivos aparecieron en el Jurásico Medio, el linaje representado por Lazarussuchus debe extenderse tan atrás como el Jurásico Medio. Esto implica un muy largo linaje fantasma de coristoderos extendiéndose por al menos 100 millones de años en los cuales no se ha registrado aún su presencia. El linaje de Lazarussuchus puede haber sido capaz de perdurar por todo ese tiempo y ser el último de los coristoderos debido a su tamaño reducido y por tener formas corporales similares a las de los lagartos, sin mayor especialización lo cual les permitió hacer frente a los cambios ambientales. Sin embargo, un estudio más reciente sitúa a Cteniogenys, el coristodero más antiguo conocido, como el miembro más basal del grupo y deja a Lazarussuchus en una posición más avanzada dentro de un clado de coristoderos pequeños conocidos mayormente del Cretácico Inferior. Esta posición acorta significativamente el linaje fantasma de Lazarussuchus, aunque aún hay una laguna temporal entre la desaparición de los coristoderos similares a lagartos al final del Cretácico Inferior y su reaparición en la forma de Lazarussuchus en el Paleoceno. Se han encontrado posibles coristoderos similares a lagartos en depósitos norteamericanos del Cretácico Superior, aunque sus restos son muy fragmentarios.